# Tamasesia acuminata
Tamasesia acuminata là một loài nhện trong họ Mysmenidae.
Loài này thuộc chi Tamasesia. Tamasesia acuminata được miêu tả năm 1955 bởi Marples.